# Saint-Août
Saint-Août é uma comuna francesa na região administrativa do Centro, no departamento Indre. Estende-se por uma área de 52,4 km². Em 2010 a comuna tinha 848 habitantes (densidade: 16,2 hab./km²).